# Ерденесухійн Нарангерел
Ерденесухійн Нарангерел (монг. Эрдэнэсүхийн Нарангэрэл; нар. 25 листопада 1990) — монгольська борчиня вільного стилю, срібна та бронзова призерка чемпіонатів Азії, дворазова бронзова призерка Кубків світу.

## Життєпис
Боротьбою почав займатися з 2005 року. Перший тренер — Ч. Раднаабазар. У 2008 році стала чемпіонкою Азії серед юніорів. Бронзова призерка юніорських чемпіонатів Азії 2009 та 2010 років. Бронзова призерка чемпіонату світу серед юніорів 2010 року.
Виступає за борцівський клуб «Ерденет Хангарід». Тренер — Буянделгерійн Батбаяр.

## Спортивні результати на міжнародних змаганнях

### Виступи на Чемпіонатах світу
| Змагання                        | Збірна   | Вагова категорія          | Місце |
| ------------------------------- | -------- | ------------------------- | ----- |
| Чемпіонат світу з боротьби 2009 | Монголія | жіноча боротьба, до 48 кг | 17    |
| Чемпіонат світу з боротьби 2014 | Монголія | жіноча боротьба, до 48 кг | 26    |
| Чемпіонат світу з боротьби 2015 | Монголія | жіноча боротьба, до 48 кг | 13    |
| Чемпіонат світу з боротьби 2017 | Монголія | жіноча боротьба, до 48 кг | 18    |
| Чемпіонат світу з боротьби 2018 | Монголія | жіноча боротьба, до 50 кг | 9     |

### Виступи на Чемпіонатах Азії
| Змагання                       | Збірна   | Вагова категорія          | Місце  |
| ------------------------------ | -------- | ------------------------- | ------ |
| Чемпіонат Азії з боротьби 2012 | Монголія | жіноча боротьба, до 48 кг | 5      |
| Чемпіонат Азії з боротьби 2013 | Монголія | жіноча боротьба, до 48 кг | 5      |
| Чемпіонат Азії з боротьби 2014 | Монголія | жіноча боротьба, до 48 кг | Срібло |
| Чемпіонат Азії з боротьби 2017 | Монголія | жіноча боротьба, до 48 кг | 9      |
| Чемпіонат Азії з боротьби 2018 | Монголія | жіноча боротьба, до 50 кг | Бронза |

### Виступи на Азійських іграх
| Змагання           | Збірна   | Вагова категорія          | Місце |
| ------------------ | -------- | ------------------------- | ----- |
| Азійські ігри 2014 | Монголія | жіноча боротьба, до 48 кг | 5     |
| Азійські ігри 2018 | Монголія | жіноча боротьба, до 50 кг | 7     |

### Виступи на Кубках світу
| Змагання                    | Збірна   | Вагова категорія          | Місце  |
| --------------------------- | -------- | ------------------------- | ------ |
| Кубок світу з боротьби 2012 | Монголія | жіноча боротьба, до 48 кг | 9      |
| Кубок світу з боротьби 2014 | Монголія | жіноча боротьба, до 48 кг | 5      |
| Кубок світу з боротьби 2015 | Монголія | жіноча боротьба, до 48 кг | Бронза |
| Кубок світу з боротьби 2018 | Монголія | команда                   | Бронза |

### Виступи на інших змаганнях
| Змагання                                                      | Збірна   | Вагова категорія          | Місце  |
| ------------------------------------------------------------- | -------- | ------------------------- | ------ |
| Золотий Гран-прі з боротьби 2010 (Красноярськ)                | Монголія | жіноча боротьба, до 48 кг | 5      |
| Чемпіонат світу з боротьби серед студентів 2010               | Монголія | жіноча боротьба, до 48 кг | 7      |
| Відкритий кубок Монголії з боротьби 2012                      | Монголія | жіноча боротьба, до 48 кг | Бронза |
| Чемпіонат світу з боротьби серед студентів 2012               | Монголія | жіноча боротьба, до 48 кг | 5      |
| Кубок Президента Бурятської Республіки з боротьби 2013        | Монголія | жіноча боротьба, до 48 кг | Бронза |
| Відкритий кубок Монголії з боротьби 2013                      | Монголія | жіноча боротьба, до 48 кг | Срібло |
| Літня Універсіада 2013                                        | Монголія | жіноча боротьба, до 48 кг | 5      |
| Золотий Гран-прі з боротьби 2013 (Баку)                       | Монголія | жіноча боротьба, до 48 кг | 7      |
| Золотий Гран-прі з боротьби 2014 (Баку)                       | Монголія | жіноча боротьба, до 48 кг | Бронза |
| Відкритий чемпіонат Польщі з боротьби 2014                    | Монголія | жіноча боротьба, до 48 кг | 5      |
| Гран-прі Парижа з боротьби 2015                               | Монголія | жіноча боротьба, до 48 кг | 5      |
| Flatz Open 2015                                               | Монголія | жіноча боротьба, до 48 кг | Золото |
| Відкритий чемпіонат Польщі з боротьби 2015                    | Монголія | жіноча боротьба, до 48 кг | 11     |
| Гран-прі «Іван Яригін» 2016                                   | Монголія | жіноча боротьба, до 48 кг | Бронза |
| Олімпійський кваліфікаційний турнір з боротьби 2016 (Астана)  | Монголія | жіноча боротьба, до 48 кг | 7      |
| Олімпійський кваліфікаційний турнір з боротьби 2016 (Стамбул) | Монголія | жіноча боротьба, до 48 кг | Бронза |
| Гран-прі «Іван Яригін» 2017                                   | Монголія | жіноча боротьба, до 48 кг | 7      |
| Відкритий чемпіонат Польщі з боротьби 2017                    | Монголія | жіноча боротьба, до 48 кг | 5      |
| Гран-прі «Іван Яригін» 2018                                   | Монголія | жіноча боротьба, до 53 кг | 11     |

### Виступи на змаганнях молодших вікових груп
| Змагання                                      | Збірна   | Вагова категорія          | Місце  |
| --------------------------------------------- | -------- | ------------------------- | ------ |
| Чемпіонат Азії з боротьби серед юніорів 2008  | Монголія | жіноча боротьба, до 44 кг | Золото |
| Чемпіонат світу з боротьби серед юніорів 2008 | Монголія | жіноча боротьба, до 44 кг | 8      |
| Чемпіонат Азії з боротьби серед юніорів 2009  | Монголія | жіноча боротьба, до 44 кг | Бронза |
| Чемпіонат світу з боротьби серед юніорів 2009 | Монголія | жіноча боротьба, до 44 кг | 11     |
| Чемпіонат Азії з боротьби серед юніорів 2010  | Монголія | жіноча боротьба, до 44 кг | Бронза |
| Чемпіонат світу з боротьби серед юніорів 2010 | Монголія | жіноча боротьба, до 44 кг | Бронза |